# تاتسوکیچی مینوبه
تاتسوکیچی مینوبه (به ژاپنی: T美濃部 達吉, Minobe Tatsukichi); ۷ مهٔ ۱۸۷۳ – ۲۳ مهٔ ۱۹۴۸) استاد دانشگاه، سیاستمدار، و حقوق‌دان اهل ژاپن بود.